# Château de Sperlinga
Le château de Sperlinga (italien : Castello di Sperlinga), situé dans le centre de la Sicile, est une forteresse construite au XIIIe siècle par les Normands. Il est  aujourd'hui transformé en musée.

## Histoire
Le premier propriétaire connu du château est le baron Rubeo Russo, en 1132.
Pendant les « Vêpres siciliennes », seul le château de Sperlinga n’a pas participé à la rébellion de 1282 contre les soldats de Charles d’Anjou. Les documents historiques témoignent de la présence de soldats « angevins » dans le château auxquels les habitants fournissaient de la nourriture durant le long siège de près de 13 mois. Finalement ces soldats, guidés par Petro de Lemannon, eurent la vie sauve et arrivèrent en Calabre où Charles d'Anjou les attendait, leur donnant des fiefs. En 1622, Giovanni Natoli, acquéreur du château, fait graver sur deux pierres de l’arc en ogive de la première chambre du château, à titre posthume, la devise qui résume les faits de l’aide du village aux Angevins : Quod Siculis Placuit Sola Sperlinga Negavit (en français : « Ce que les Siciliens ont décidé, seul Sperlinga l’a refusé »).
La famille Scaglione le vend en 1296 à Francesco Ventimiglia, baron de Sprelinga et comte de Geraci.
En 1658, le château a été acheté par la famille Oneto, ducs de Sperlinga à partir de 1667.
En 1973, les frères Li Destri-Nicosia vendent au prix symbolique de 1 000 lires le château à la municipalité de Sperlinga qui le transforme en musée.

## Galerie

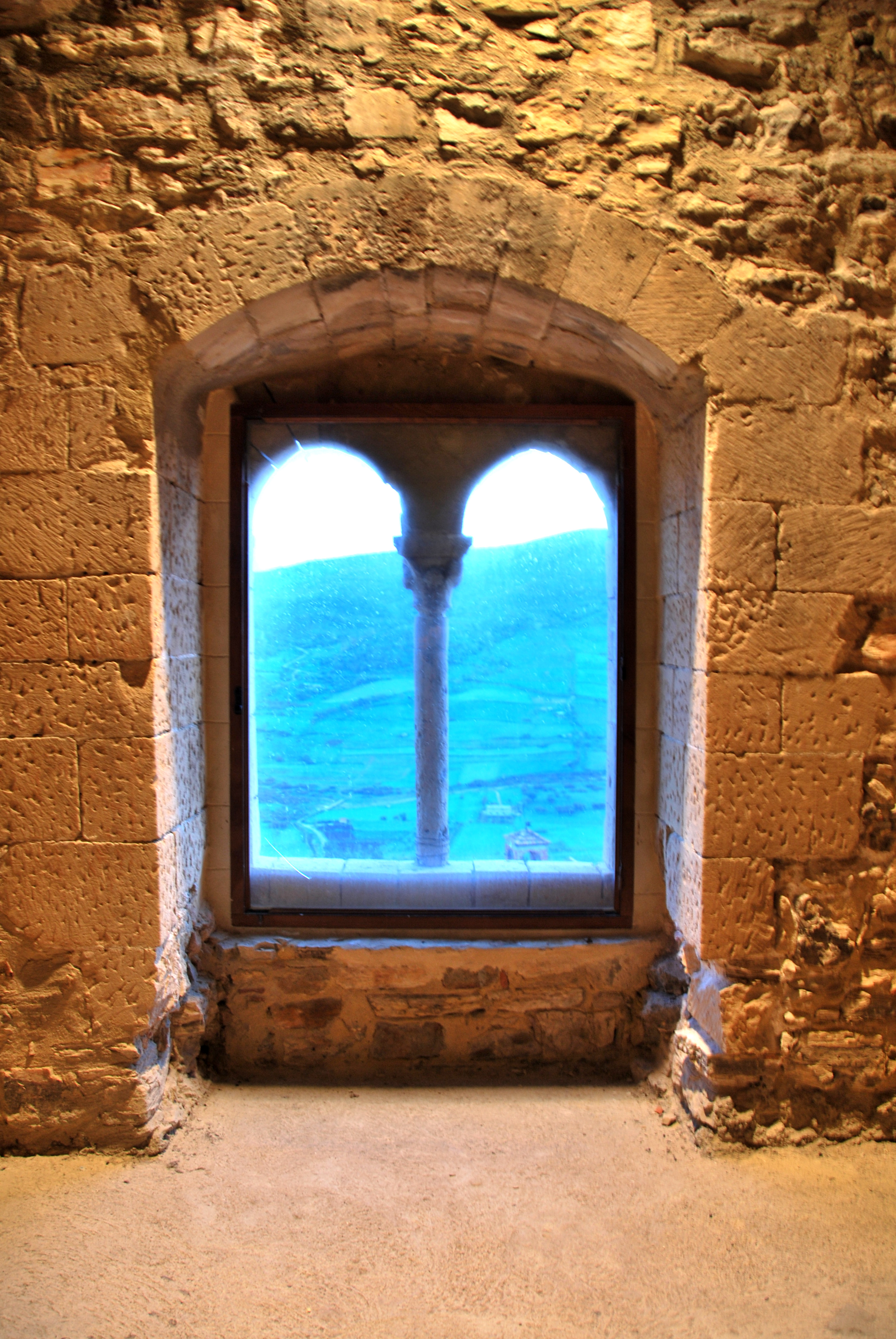
Une fenêtre de la chambre du prince Natoli
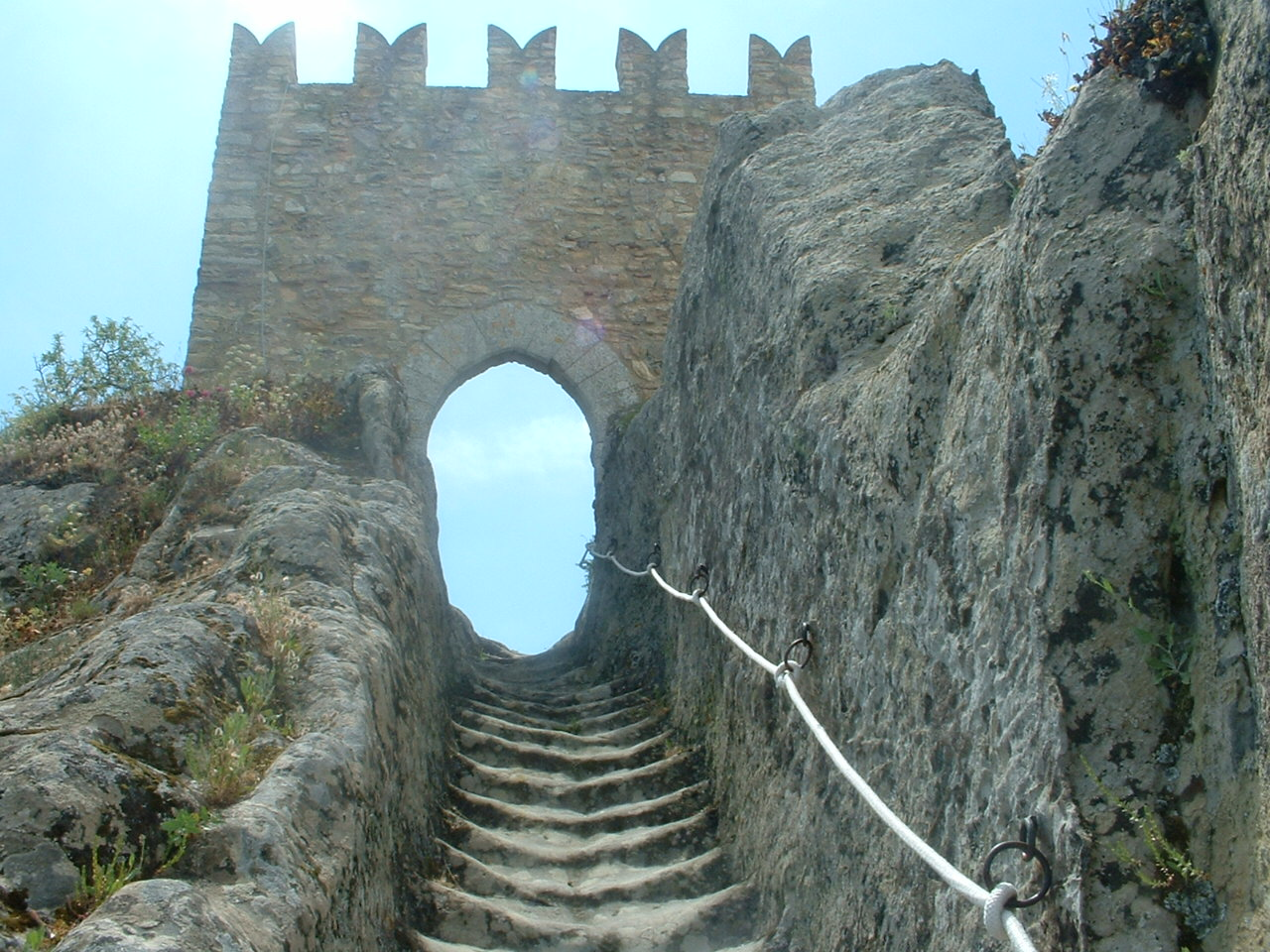
Tour du château de Sperlinga
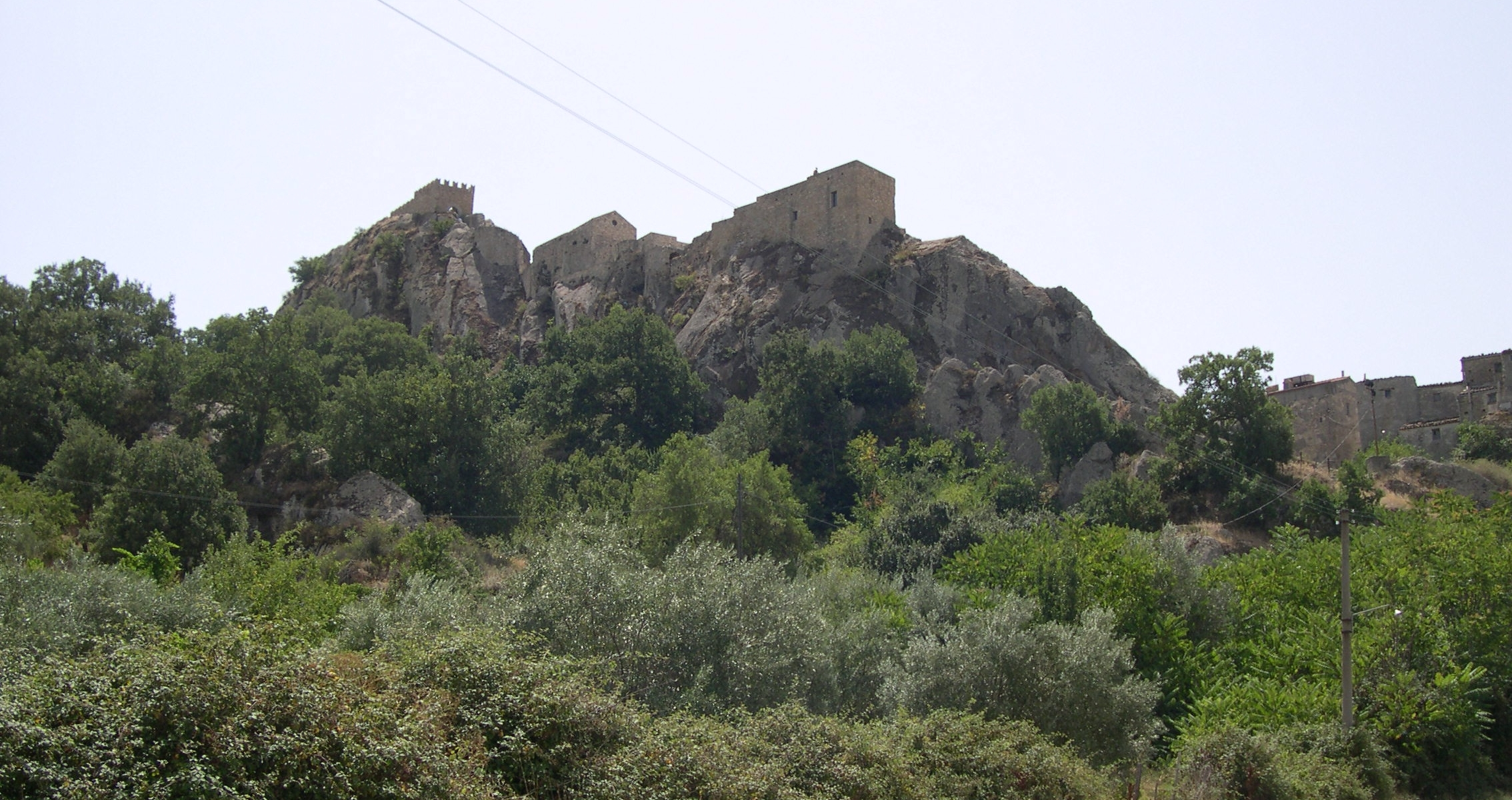
La forteresse avec le Château de Sperlinga
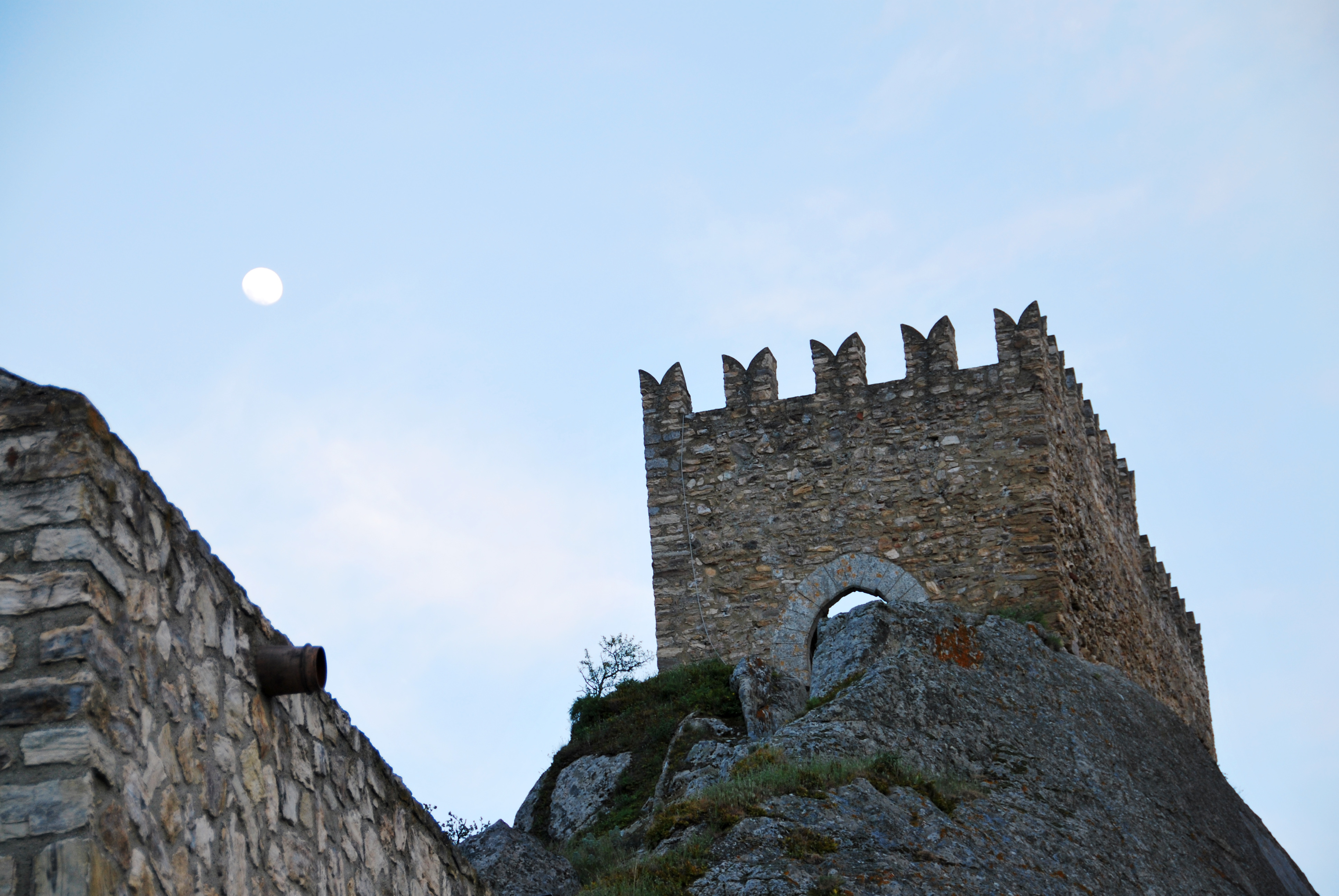
La tour du château
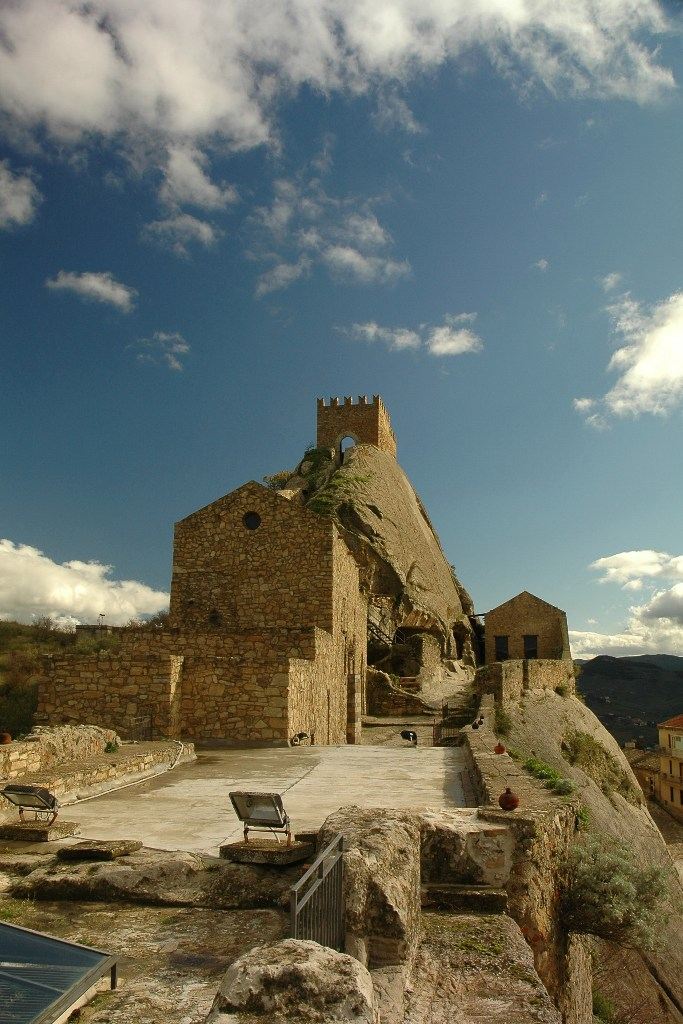
Château de Sperlinga